# Правителство на Георги Кьосеиванов 1
Първото правителство на Георги Кьосеиванов е петдесет и четвърто правителство на Царство България, назначено с Указ № 473 от 23 ноември 1935 г. на цар Борис III. Управлява страната до 4 юли 1936 г., след което е наследено от второто правителство на Георги Кьосеиванов.

## Политика
На 23 ноември 1935 г. на власт идва поредният преходен кабинет. За министър-председател е избран Георги Кьосеиванов, бивш началник на Дворцовата канцелария, опитен дипломат с международен авторитет. Кабинетът е изграден предимно от граждански и военни експерти, предани на монарха. Закрепил позициите си, цар Борис III пристъпва към ликвидирането на единствената политическа формация, конкурираща го в борбата за власт – Военния съюз. Опитът на Дамян Велчев и група офицери в края на 1935 г. да осъществят антимонархически преврат само облекчава задачата на владетеля. Велчев е осъден на смърт (по-късно присъдата му е заменена с доживотен затвор), а в армията е направена поредната чистка. На 3 март същата година с официална заповед на военния министър е обявен разгромът на Военния съюз и е забранено на офицерите да развиват политическа дейност. Три месеца по-късно забраната е облечена в „Закон за запазване на моралната и материалната сила на войската“.
Във външната си политика кабинетът и царя действат изключително предпазливо поради нарастващото напрежение в Европа. През октомври 1935 г. Италия напада Абисиния. Няколко месеца по-късно, с подкрепата на Германия и Италия, испанските националисти започват гражданска война за унищожаване на републиката. Ръководството на Третия райх отхвърля ограниченията на Версайския мирен договор и бързо превъоръжава армията си за бъдещата война, която да осигури необходимото „жизнено пространство“ за просперитет на германската нация.
За да се ориентира по-добре в промените, настъпващи в Европа, през 1936 г. царя посещава Югославия, Италия и Германия. Убедил се, че световният конфликт трудно ще се избегне, монархът активизира външната политика на страната. През същата година се наблюдават и първите сериозни признаци за българо-германско икономическо и военно обвързване. Френските и белгийските капитали в българската икономика са изтласкани от германски инвестиции. Вносът от Германия достига 61%, извършват се доставки на модерно германско и италианско оръжие за българската армия.
След разгрома на Военния съюз цар Борис III може да си позволи възстановването на някои демократични свободи и институции. Очаква се демократизицията на страната да повлияе положението и на международния авторитет на правителството. То започва подготовка на избори за местни органи на управление и за Народно събрание. Не са предприети репресивни мерки срещу опозицията, която въпреки забраната за дейността на политическите партии образува т.нар. „Петорка“. В коалицията влизат различни политически крила (проф. Георги Генов – радикал, Димитър Гичев – социалдемократ и др.), обединени от идеята за възстановяване на Търновската конституция.

## Съставяне
Безпартийният кабинет, оглавен от Георги Кьосеиванов, е образуван от военни и граждански дейци, провеждащи политиката на двореца.

### Кабинет
Сформира се от следните 9 министри:
| министерство                                | име | име                | партия     |
| ------------------------------------------- | --- | ------------------ | ---------- |
| председател на Министерския съвет           |     | Георги Кьосеиванов | безпартиен |
| вътрешни работи и народно здраве            |     | Георги Сапов       | безпартиен |
| външни работи и изповедания                 |     | Георги Кьосеиванов | безпартиен |
| народно просвещение                         |     | Михаил Йовов       | военен     |
| финанси                                     |     | Кирил Гунев        | безпартиен |
| правосъдие                                  |     | Димитър Пешев      | безпартиен |
| война                                       |     | Христо Луков       | военен     |
| народно стопанство                          |     | Димитър Вълев      | безпартиен |
| обществени сгради, пътища и благоустройство |     | Спас Ганев         | безпартиен |
| железници, пощи и телеграфи                 |     | Константин Стоянов | безпартиен |

### Промени в кабинета

#### от 23 ноември 1935
С Указ № 470 от 23 ноември 1935 г. са извършени следните структурни промени:
- Министерството на народното стопанство се закрива и са възстановени старите – Министерството на търговията, промишлеността и труда и Министерството на земеделието и държавните имоти.

| министерство                  | име | име              | партия     |
| ----------------------------- | --- | ---------------- | ---------- |
| търговия, промишленост и труд |     | Димитър Вълев    | безпартиен |
| земеделие и държавни имоти    |     | Димитър Атанасов | безпартиен |